# Путін Ігор Олександрович
Ігор Олександрович Путін (нар. 30 березня 1953, Ленінград) — російський підприємець, двоюрідний брат Володимира Путіна, батько бізнесмена Романа Путіна.

## Санкції
У 2022 Велика Британія ввела проти Ігоря Путіна та його сина Романа персональні санкції.

## Біографія
Народився 30 березня 1953 року в Ленінграді, в 1974 році закінчив Рязанське вище військове автомобільне командне училище, в 2000 — Волго-Вятську академію державної служби, в 2003 — Московський інститут економіки і права. З 1974 року служив у Збройних силах, найвищою сходинкою військової кар'єри стала посада заступника начальника кафедри автомобільної підготовки у Вольському військовому училищі тилу (Саратовська область). В 1998 пішов у відставку.
У 1998—2000 роках — головний спеціаліст, заступник голови Рязанського обласного комітету державної статистики.
У 2000—2005 роках — голова Рязанської обласної ліцензійної палати.
У 2005 році обраний головою ради директорів Самарського резервуарного заводу (СРЗ), що випускає сталеві вертикальні циліндричні резервуари для нафти та нафтопродуктів (входить до холдингу «Волгобурмаш»).
У травні 2007 року увійшов до ради директорів ВАТ "Промисловий комерційний АВТОВАЗБАНК " (банк АВБ).
У вересні 2010 року став віце-президентом "Майстер-банку " із загальних питань і увійшов до його правління. 6 грудня 2010 року залишив Майстер-банк, але 9 березня 2011 року увійшов до складу його ради директорів, звідки пішов у 2013-му після того, як у кредитної організації відкликали ліцензію.
У 2010 році став президентом компанії «Сургуттрубопроводбуд», на початку грудня 2011 року залишив цю посаду та зайнявся власними проектами. Зокрема, виробництвом акумуляторних батарей для ВАТ РЗ на потужностях ТОВ НВК «Енергія», де його частка власності становить 51 %. За даними ЄДРЮЛ на 2012 рік, Ігор Путін був співвласником семи компаній. Крім ТОВ НВК «Енергія», це також 25 % ТОВ «Горизонт-ТВ», 25 % ТОВ «Стамко», 10 % ТОВ «Торговий дім „Бурмаш“», з 25 листопада 2011 року — 40 % часток новоствореного ТОВ «СК „Авангард 500“», з 30 грудня 2011 року — 33 % ТОВ ПВП «МТЛ-Щит» та 20,8 % ТОВ «Рязань-нафта».
У 2012 році очолив проект будівництва міжнародного морського порту Печенга за 60 км від Мурманська.
У 2012 році увійшов до ради директорів Російського земельного банку.
Розпорядженням уряду від 30 серпня 2012 № 1573-р введений до складу Морської колегії при Уряді Російської Федерації (за погодженням).
У березні 2017 року "Нова газета " опублікувала матеріали розпочатого в 2014 році розслідування про незаконне виведення з Росії 700 млрд рублів, з яких 350 млрд пройшли через Російський земельний банк і банк «Західний» у тому числі в період, коли членом ради директорів РЗБ був І. А. Путін.

## Громадська активність
З 2002 року — голова рязанської координаційної ради прихильників партії "Єдина Росія ". З жовтня 2006 року — член партії "Справедлива Росія ".

## Сім'я
Ігор Олександрович Путін — син дядька В. В. Путіна по батькові, Олександра Спірідоновича Путіна. 1977 року в І.  Путіна народився син — Роман Путін.